# Barbourula busuangensis
Barbourula busuangensis е вид жаба от семейство Бумкови (Bombinatoridae). Видът е уязвим и сериозно застрашен от изчезване.

## Разпространение
Разпространен е във Филипини.

## Описание
Популацията на вида е намаляваща.